# El veredicto de César
El veredicto de César: el noveno caso de Gordiano el Sabueso (título original en inglés, The Judgment of Caesar) es una novela histórica obra del autor estadounidense Steven Saylor, publicada por primera vez por St. Martin's Minotaur en 2004. Es el décimo libro en su serie Roma Sub Rosa de historias de misterio, ambientada en las décadas finales de la República romana. El personaje principal es el detective romano Gordiano el Sabueso.

## Sinopsis
Ambientada en el año 48 a. C., la guerra civil entre César y Pompeyo continúa. César ha derrotado a su rival Pompeyo en Farsalia y éste ha huido a Egipto, donde se está desarrollando una lucha por el poder entre el rey Ptolomeo XIII y su hermana y esposa Cleopatra. Al mismo tiempo, Gordiano el Sabueso viaja a Egipto con Bethesda, su esposa egipcia, que está enferma y quiere volver a su tierra natal.